# 韦杰三

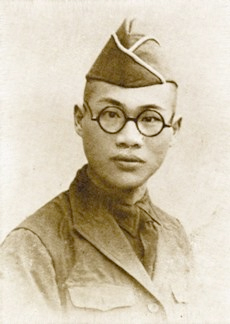

韦杰三（1903年—1926年3月21日），壮族，广西蒙山人。清华大学学生，三·一八惨案遇难者。

## 生平
韦杰三自幼入私塾。1917年秋，考入梧州道立师范学校。1919年春，赴广州考入培英中学，半工半读，任该校校刊《培英杂志》编辑、培英中学学生自治会干事。1921年，入国立东南大学附中，任该校学生自治会周刊编辑。1923年夏，因家庭贫困而辍学，回到蒙山县立中学担任教师。1924年秋，考入上海大学英文系，在校期间，参加反帝运动。1925年秋，上海大学遭到封闭之后，考入北京清华大学。在校期间，韦杰三参加了1926年3月18日北京各界在天安门举行的抗议八国通牒国民大会及示威游行，游行到段祺瑞执政府时，遭到军队枪击，韦杰三身中4弹，于3月21日死亡，年仅23岁。

## 纪念
今北京清华大学校园内，有“韦杰三君死难纪念碑”。
朱自清在1926年4月9日於《清華周刊》刊登〈哀韋杰三君〉文章，後轉載於《朱自清散文集》。